# Sint-Stevens-Woluwe

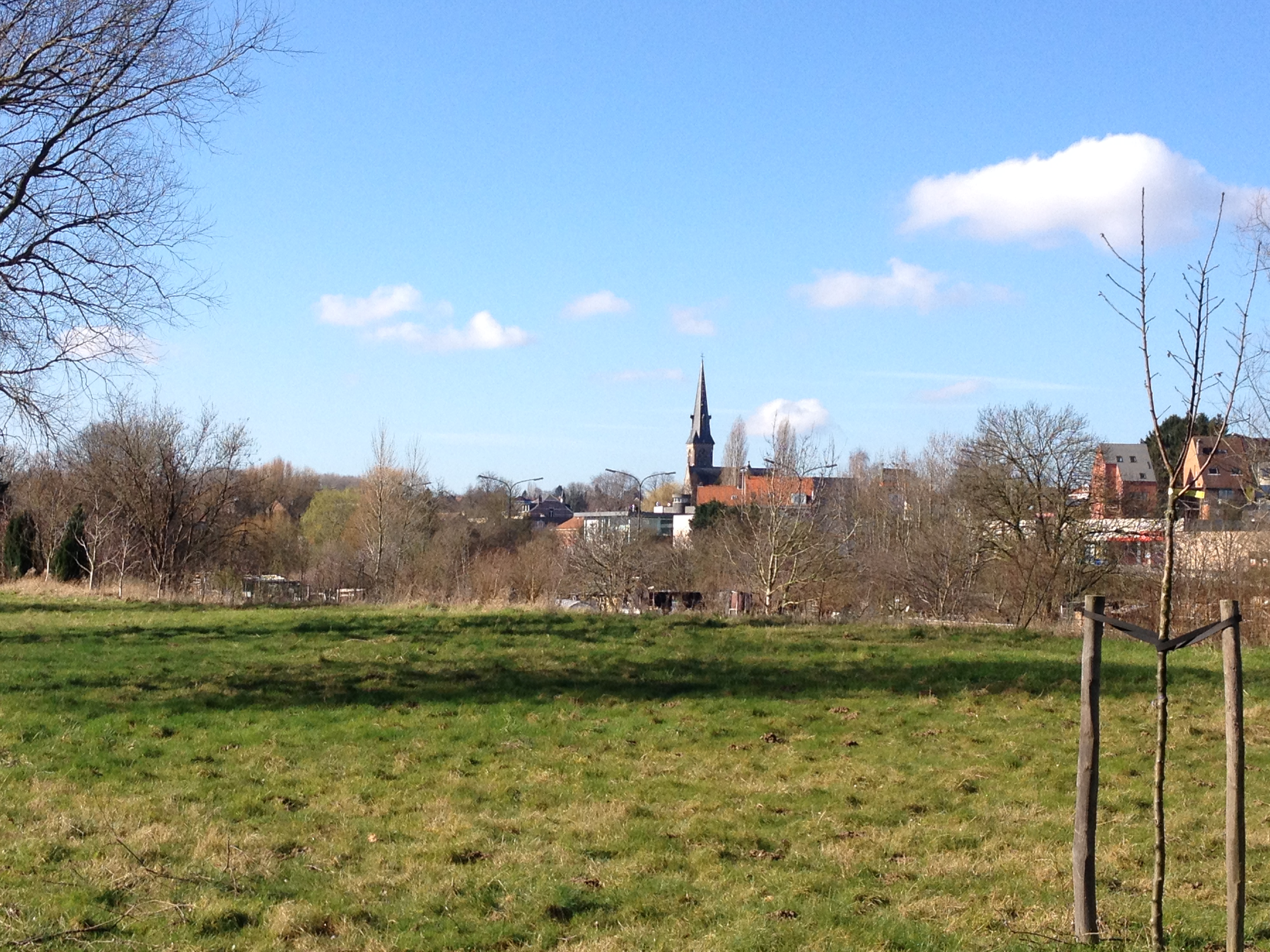
Zicht op dorpskern

Sint-Stevens-Woluwe (Frans: Woluwe-Saint-Étienne) is een deelgemeente van Zaventem, in de Belgische provincie Vlaams-Brabant. Het dorp ligt in de Brusselse Oostrand en is vergroeid met de Brusselse agglomeratie. Het grenst onmiddellijk aan de tweetalige (deel)gemeentes Haren, Evere en Sint-Lambrechts-Woluwe en kent daardoor ook een sterke Franstalige aanwezigheid. Sint-Stevens-Woluwe grenst ook aan de Vlaamse faciliteitengemeente Kraainem. Sint-Stevens-Woluwe was een zelfstandige gemeente tot aan de gemeentelijke herindeling van 1977.

## Geschiedenis
Sint-Stevens-Woluwe werd in 1921 bij de tweetalige Brusselse agglomeratie gevoegd, maar werd in 1932 weer eentalig Nederlands omdat het percentage Franstaligen onder de 30% lag. Het is de enige keer dat een gemeente uit de Brusselse agglomeratie stapte.
In 1977 werd de gemeente bij Zaventem ingedeeld, als deel van de grootschalige fusie van Belgische gemeenten.

## Geografie
Zoals de naam het zegt, ligt het dorp in het dal van de Woluwe. Het ligt daarin stroomafwaarts van Laag-Kraainem en Sint-Lambrechts-Woluwe, en stroomopwaarts van Diegem en Zaventem, daar waar de Leuvense Steenweg de rivier kruist. Ten noorden van de dorpskern ligt een van de laatste openruimte-relicten tussen de Ring en het Brussels Hoofdstedelijk Gewest: het Woluweveld. Grenzend aan dit gebied en deels op grondgebied van de gemeente ligt ook het Kwartier Koningin Elisabeth, hoofdkwartier van het Belgisch leger, gesitueerd naast het NAVO-hoofdkwartier dat zelf op het grondgebied van Haren ligt. Direct ten zuidoosten van de dorpskern, aan de overzijde van het Woluwedal, ligt de oude kern "Laag-Kraainem".

## Bezienswaardigheden
- De neogotische Sint-Stefanuskerk is gebouwd in 1879. Het orgel in de kerk is sinds 1974 beschermd.
- Het Klooster van de Visitatie, dat gedeeltelijk in Kraainem is gelegen.

## Natuur en landschap
Sint-Stevens-Woluwe grenst aan de Brusselse agglomeratie en is sterk verstedelijkt. De plaats ligt aan de Woluwe en de hoogte bedraagt 30-75 meter.

## Demografische ontwikkeling
- Bronnen:NIS, Opm:1831 tot en met 1970=volkstellingen; 1976 = inwoneraantal op 31 december

## Verkeer en vervoer
De omgeving wordt er gedomineerd door het viaduct van de E40 over de Woluwevallei.
Het drukke knooppunt Sint-Stevens-Woluwe verbindt de E40 en de Brusselse Ring. Ook de R22 Woluwedal is een belangrijke gewestweg in Sint-Stevens-Woluwe, geflankeerd door fietssnelwegen F202 en FR0.

## Sport
De twee jeugdcomplexen van (voetbal)fusieploeg KV Woluwe Zaventem, liggen in Sint-Stevens-Woluwe evenals de tennisclub Woten.

## Geboren
- Pim Lambeau (1928), actrice, televisieomroepster

## Nabijgelegen kernen
Diegem, Evere, Sint-Lambrechts-Woluwe, Kraainem, Nossegem, Zaventem